# Mark DeSaulnier
Mark James DeSaulnier (ur. 31 marca 1952 w Lowell) – amerykański polityk, członek Partii Demokratycznej.

## Działalność polityczna
Od 2006 do 2008 zasiadał w Zgromadzeniu Stanowym Kalifornii, a następnie w stanowym Senacie. Od 3 stycznia 2015 jest przedstawicielem 11. okręgu, wyborczego w stanie Kalifornia w Izbie Reprezentantów Stanów Zjednoczonych.